# Казахстанско-французские отношения
Казахстанско-французские отношения — двусторонние дипломатические отношения между Францией и Казахстаном.

## История
После распада Советского Союза Казахстан стал независимым государством в декабре 1991 года. Франция и Казахстан установили дипломатические отношения 25 января 1992 года, и Франция стала первой европейской страной, признавшей Казахстан. Базовые принципы казахстанско-французских отношений были заложены в 1992 году во время официального визита во Францию президента Казахстана Нурсултана Назарбаева, в ходе которого был подписан договор о дружбе, сотрудничестве и взаимопонимании между двумя странами. В сентябре 1993 года президент Франции Франсуа Миттеран совершил официальный визит в Казахстан.
С 1992 года страны подписали несколько двусторонних соглашений, таких как: Договор о дружбе, взаимопонимании и сотрудничестве (1992); Соглашение о культурном сотрудничестве (1993) и Соглашение о прямом воздушном и железнодорожном сообщении для французских военнослужащих и оборудования, прибывающих в Афганистан и из него, а также для использования авиабазы в Шымкенте (2009).
28 июня 2003 года состоялся рабочий визит президента Казахстана Нурсултана Назарбаева во Францию, во время которого он встретился с президентом Франции Жаком Шираком. Это была девятая встреча за их годы президентства. Назарбаев отметил большое присутствие французских компаний на казахстанском рынке. Как отмечали аналитики, большой импульс для этого дал экономический форум Франции в Казахстане, который состоялся по инициативе Назарбаева в мае 2003 года. Назарбаев и Ширак обсудили также ряд вопросов международной политики, в частности, ситуацию в Афганистане и Ираке.
В июне 2008 года страны подписали соглашение о стратегическом партнёрстве, а в 2010 году создали совместную президентскую комиссию, организующую ежегодные визиты глав обоих государств и для ежегодных консультаций между министрами иностранных дел обеих стран, начиная с 2011 года.
В 2008 году Франция перенесла своё посольство из бывшей столицы Алматы в новую столицу страны Астану. При поддержке посольства культурно-просветительская организация Альянс Франсез управляет двумя центрами в Казахстане, в Астане и в Алматы.
Казахстан и Франция укрепили свои отношения, подписав стратегическое партнёрство в июне 2008 года.
В 2010 году страны создали франко-казахстанскую президентскую комиссию, которая принимала форму ежегодной встречи глав двух государств: президент Казахстана Нурсултан Назарбаев посещал Францию с официальным визитом в 2011, 2012, 2013, 2015 годах, французский президент Франсуа Олланд посетил Казахстан в 2014 году.
В 2017 году страны отметили 25-летие дипломатических отношений, в том же году Франция приняла участие в выставке ЭКСПО 2017, проходящей в Астане.
В ноябре 2023 года президент Эмманюэль Макрон посетил с официальным визитом Казахстан, где встретился с президентом Касым-Жомарт Токаевым. В ходе двухсторонней встречи стороны согласовали подписание контрактов в области фармацевтики и аэрокосмической отрасли.

## Государственные визиты
Президентские визиты из Франции в Казахстан:
- Президент Франсуа Миттеран (1993);
- Президент Николя Саркози (2009);
- Президент Франсуа Олланд (2014);
- Президент Эмманюэль Макрон (2023).

Президентские визиты из Казахстана во Францию:
- Президент Нурсултан Назарбаев (2008, 2011, 2012, 2013, 2015);
- Президент Касым-Жомарт Токаев (2022, 2024).

## Торговые отношения
В 2016 году товарооборот между странами составил сумму 3 миллиарда евро. Казахстан является крупнейшим торговым партнёром Франции в Центральной Азии, а Франция является шестым крупнейшим торговым партнёром Казахстана в мире. Франция является третьим по величине инвестором Казахстана и инвестировала в экономику этой страны почти 10 миллиардов долларов США. В Казахстане работают французские компании: Alstom, Engie, Peugeot, Renault, Saint-Gobain, Schneider Electric, Total SA, Vicat и другие.
В 2022 году товарооборот между странами составил 5,3 миллиардов евро. 

## Список послов Казахстана во Франции
1. Тлеухан Кабдрахманов (1993—1996)
2. Нурлан Даненов (1997—1999)
3. Акмарал Арыстанбекова (1999—2003)
4. Дулат Куанышев (2003—2005)
5. Аманжол Жанкулиев (2005—2008)
6. Мурат Ташибаев (2008—2009)
7. Нурлан Даненов (2009—2017)
8. Жан Галиев (2017—2022)
9. Гульсара Арыстанкулова (с 2022)

## Список послов Франции в Казахстане
1. Бертран Фессар де Фуко (1992—1994)
2. Ален Ричард (1994—1999)
3. Серж Смессов (1999—2003)
4. Жерар Перроле (2003—2006)
5. Ален Куанон (2006—2009)
6. Жан-Шарль Бертонне (2009—2013)
7. Фрэнсис Этьен (2013—2017)
8. Филипп Мартине (2017—2020)
9. Дидье Канесс (с 2020)

## Дипломатические представительства
- У Франции есть посольство в Астане и генеральное консульство в Алматы[9].
- У Казахстана есть посольство в Париже[10].

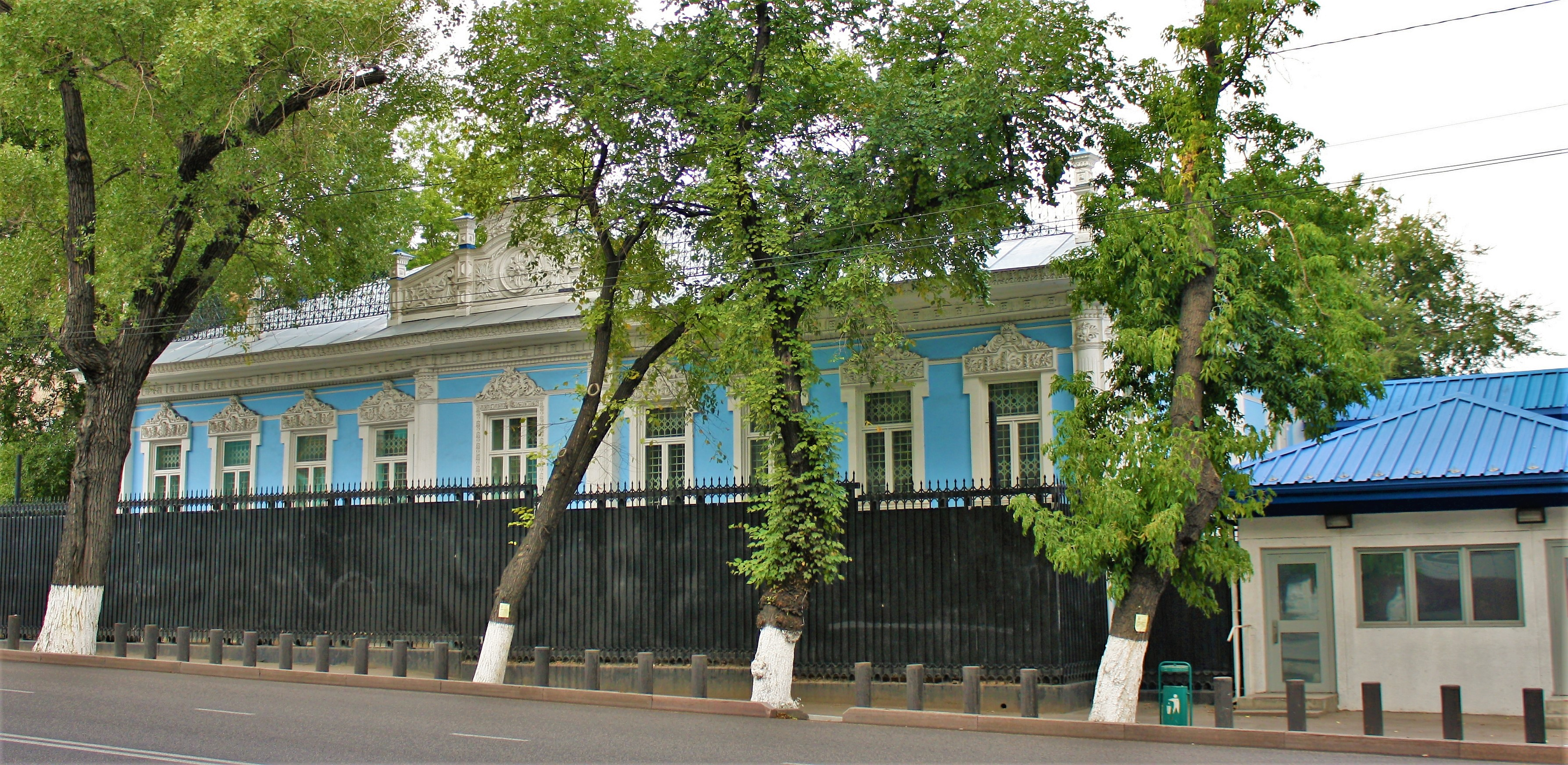
Генеральное консульство Франции в Алматы
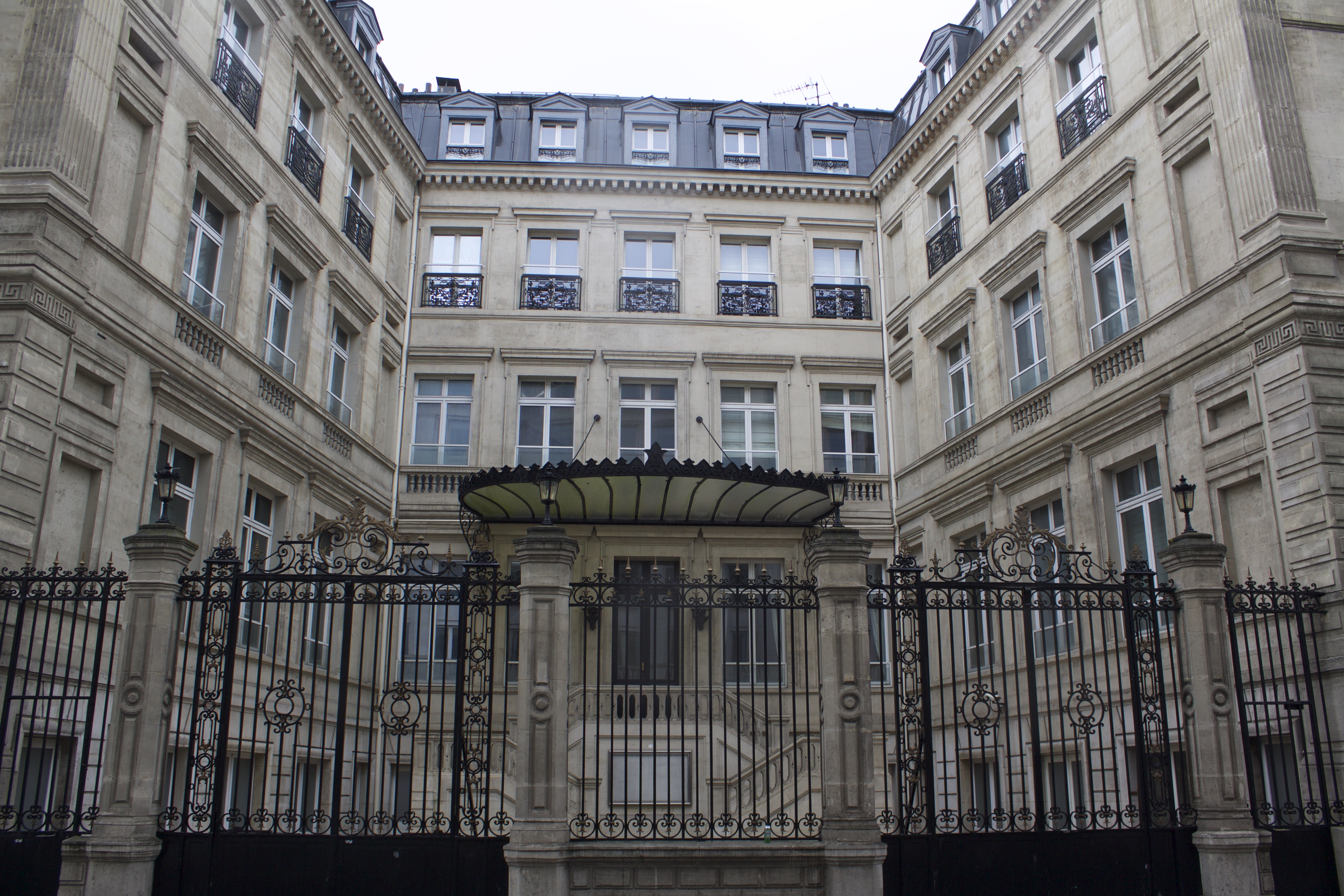
Посольство Казахстана в Париже